# Nichts für die Ewigkeit
Nichts für die Ewigkeit ist ein deutscher Dokumentarfilm von Britta Wandaogo aus dem Jahr 2011. In Deutschland hatte der Film am 10. November 2011 Premiere auf der Duisburger Filmwoche. 2012 lief er auf dem Internationalen Frauenfilmfestival in Köln, der Hamburger Dokumentarfilmwoche, der Dok Film Woche Berlin, beim International Documentary Filmfestival Tel Aviv (Israel), dem Internationalen Filmfestival Assen Niederlande, dem 1. Festival de Cinema Independente Alemão Brasilien und auf dem Guangzhou International Documentary Film Festival China. 2016 im Dokumentarfilmsalon auf St. Pauli im B-Movie Hamburg.

## Handlung
Der Film „Nichts für die Ewigkeit“ ist eine über 15 Jahre hinweg gefilmte Langzeitbeobachtung von Britta Wandaogo. Eine radikal persönliche – aus der Sicht der Filmemacherin – erzählte Liebes- und Familiengeschichte über ihren drogenabhängigen Bruder Dirk. Beide sind aufgewachsen im Ruhrgebiet.
2011 beschreibt Britta Wandaogo im Katalog der Duisburger Filmwoche ihre Arbeit:

„Meine erste Videokamera 1993. Dirk und ich sitzen im Bett und filmen uns gegenseitig. Ich sage zu ihm: »Ich bin jetzt 27 Jahre alt und total fertig, aber vorher bringe ich meinen kleinen Bruder noch auf HOCH!« Was auch immer damals mein Vorhaben war, unser Leben »zwischendurch« mit der Kamera festzuhalten war Schutz und Erinnerung zugleich. Mit Dirk verband mich eine Nähe, ein Humor, der vielleicht nur zwischen Bruder und Schwester existieren kann. Seine Heroinsucht war eine Begleiterscheinung, mit der wir beide leben mussten, immer getragen von dem Gedanken, dass er da irgendwie rauskommt. Im Sommer 2010 begann ich einige Kisten mit Kassetten zu öffnen, Rohmaterial und kleine private Szenen, die ich mir nie zuvor angesehen hatte. Alles wurde wieder lebendig.“

## Kritiken
„Ein Film wie ein Rückfall. Oder stimmt das doch nicht? Es kommt selten vor, dass es mich so schüttelt im Kino, und noch seltener, dass ich an einer der Duisburger Diskussionen emotional Achterbahn fahre. Ist die Frau da oben auf dem Podium, die uns eben das Leben und das Sterben ihres heroinsüchtigen Bruders vorgeführt hat, bei Trost? Ist der Film Trost? Ich weiss nicht, was mich mehr fasziniert: Die ruhige, klare und direkte Art, wie Britta Wandaogo mit den Fragen zu ihrem Film umgeht, oder der Gedanke daran, was die Frau für eine Entwicklung hinter sich hat, wie sie es geschafft hat, nicht nur zu überleben, sondern dies gleichzeitig innerhalb und ausserhalb der kleinbürgerlichen Vorgaben ihrer Herkunft. Am Ende der Diskussion bin ich hingerissen, mehr als her. Und ich habe in meiner eigenen Arroganz wieder einmal einen Dämpfer erfahren: Man kann die Welt offensichtlich auch spüren, nicht nur klassifizieren.“

## Auszeichnungen
- Publikumspreis 2012 Internationales Frauenfilmfestival Dortmund | Köln[3]